# Coccobius fijiensis
Coccobius fijiensis är en stekelart som först beskrevs av Howard 1914.  Coccobius fijiensis ingår i släktet Coccobius och familjen växtlussteklar. Inga underarter finns listade i Catalogue of Life.